# Castanyoles

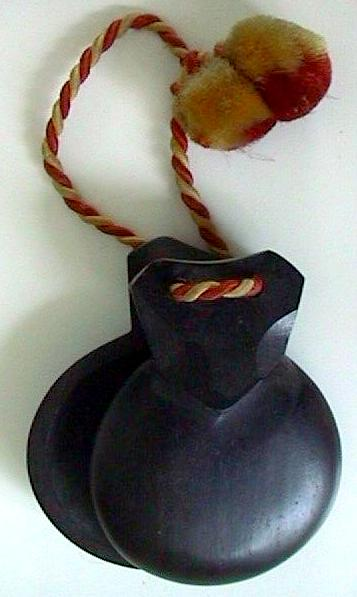
Castanyoles

Les castanyoles, castanyetes o postisses són un instrument idiòfon de percussió consistent en dues peces de fusta o d'os, de forma rodonenca, que tenen una cara còncava i que, agitades una contra l'altra, produeixen un so sec i fort que sol servir principalment per a acompanyar danses.
Els noms de castanyoles o castanyetes deriven del fruit del castanyer (Castanea sativa), per la semblança de la seva forma amb la d'una castanya. La majoria de llengües europees tenen un nom semblant: castanhetas (portuguès i occità), castagnettes (francès), castagnette (italià), castanets (anglès), Castagnetten (alemany).
El nom de postisses és usual en certes localitats valencianes.

## Història
Les castanyoles són un instrument popular, tocat per ballarins a tota la Mediterrània des de molt antic, com a mínim a l'època dels fenicis. Als Països Catalans, com arreu, es tocaven de manera intuïtiva, sense cap formació especial, fins que al segle xix l'escola bolera de Barcelona les va incloure com a ensenyament dins de la dansa. A la segona meitat del segle xx, Emma Maleras va inventar un mètode per a aprendre a tocar-les com qualsevol altre instrument musical, i també un tipus de pentagrama especial, anomenat bigrama, que són els que s'empren avui a tot el món. Avui existeixen cors formats exclusivament per tocadors de castanyoles, com per exemple Tocs i «Cor Castanets», als Països Catalans. També són utilitzades per molts grups de dansa catalana (esbarts dansaires). Paral·lelament, un instrument similar i amb el mateix origen, els cròtals, també s'han inclòs a l'ensenyament de la dansa clàssica oriental.

## Tipus i usos

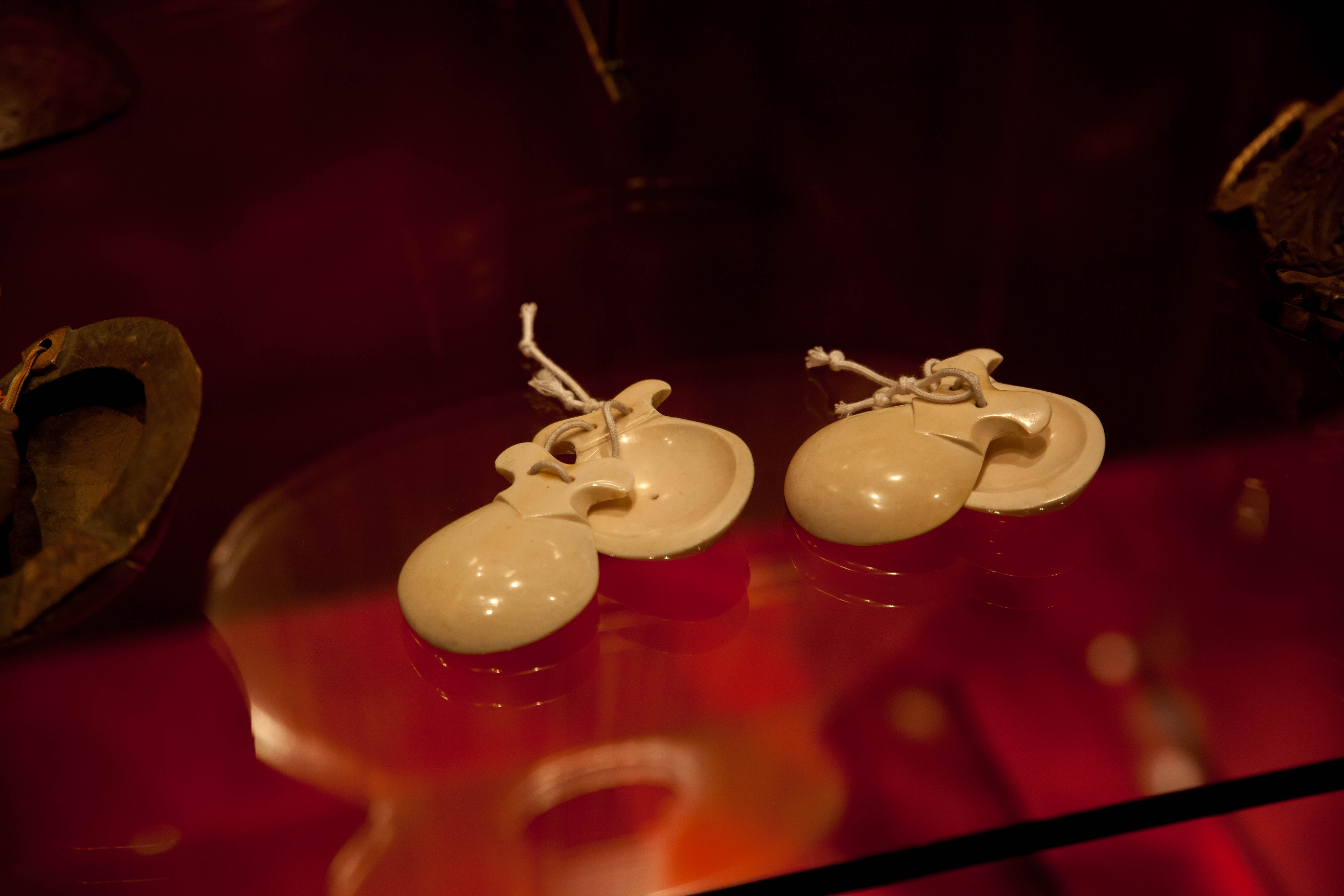
Castanyoles de vori, segona meitat del, al Museu de la Música de Barcelona

El material de què estan fetes pot ser molt divers: fusta, vori, metall i, actualment, s'ha introduït la utilització de resines i plàstics sintètics que també ens en proporcionen d'una qualitat excel·lent. Fins i tot, n'hi ha una variant feta amb dues petxines: les castanyoles marines.
El to de les castanyoles depèn d'una part del material i de l'altra de la mida: com més grosses són, més greu sonen.
Els grups musicals i les orquestres utilitzen per al so de les castanyoles un tipus que està format per un mànec acabat en forma de castanyola amb la part buidada a ambdós costats. A banda i banda van lligades dues peces igual que les castanyoles descrites suara i sonen agafant-les pel mànec i agitant-les.
Pel que fa a l'ús d'aquest instrument, es pot dir que ha estat molt estès entre l'alta cultura i també la cultura popular tradicional i hi hagut retroalimentació.
Quant a l'Alta cultura, tenim figures mundials com a mestres en castanyoles: 
- Emma Maleras, és nascuda a Ripollet, gran concertista mundial i autora de la primera notació musical per a castanyoles i un mètode per al seu ensenyament anomenat Maleras que s'usa a tot el món.[4][5]
- Consol Grau, és nascuda a Barcelona, deixeble de l'Emma Maleras i gran concertista mundial, com a solista i com a directora i coreògrafa-compositora del grup de castanyoles Tocs. Fa més de trenta anys que col·labora estretament amb Emma Maleras com a docent.[6]
- José de Udaeta, era nascut a Barcelona, deixeble de l'Emma Maleras, ballarí i gran concertista mundial. A més d'autor d'obres sobre castanyoles.[7] Al Centre de Documentació i Museu de les Arts Escèniques es conserva la seva nombrosa col·lecció de castanyoles de totes les èpoques, regions d'Espanya i d'arreu del món. Va morir el 2009.

Amb relació a la cultura popular tradicional, hi ha una gran diversitat de maneres de posar-se-les i de fer-les sonar, és dir cada zona té un mètode particular de fer-les anar. Malgrat això, a partir del moment que es van crear els grups folklòrics s'ha anat estandarditzant la tipologia de castanyetes, la manera de posar-se-les i de fer-les sonar. Exemples:
- penjades del dit del mig i repicar-les entre els dits i el palmell balancejant-les, o bé donant un cop sec.
- penjades del polze i es van picant alternativament amb els quatre dits de la mà dreta i amb un cop de la mà esquerra fent una varietat de sons molt més ric. Un repic seguit s'anomena carretilla i juga amb un so fort i fluix o bé accelerat i lent.
- a Eivissa i Formentera els homes utilitzen unes que són un xic més grosses, en forma de D i que es lliguen al palmell de la mà. Solen estar guarnides amb sanefes i tenen un buidat semiesfèric a la part interna. Un llistonet a la xarnera manté les dues parts separades. La mida varia segons vagin destinades a homes, dones o nens. Les utilitzen en les cantades i els balls populars pitiüsos, anomenats popularment Ball Pagès. La producció de castanyoles a Eïvissa és artesana, estan fetes amb arrel de ginebró i es triga dos anys per tenir-les llestes. Potser per això és una activitat que s'està perdent: només queden dues persones a l'illa que en fan.
- Una mena de castanyoles o cròtals les podem trobar en algunes poblacions de amazigues. Són metàl·liques, amb una forma que recorda un 8: dues cassoletes unides per un tram que porta unes tires de cuir per agafar-les. Un dels extrems està lligat amb un filferro i es fan sonar tancant la mà, amb un ritme de dos cops la dreta i un l'esquerra. En les festes rituals, com ara els casaments, una colla de cantaires les toca, acompanyant-se també de tambors, mentre la resta de convidats dansa al seu voltant. També les toquen de vegades els ballarins, com ocorre a les danses populars als Països Catalans.

## Cançoner[2]
Ballen com a perns de rifa
i fan brunzir ses faldetes,
i es qui sent ses castanyetes
tot d'una d'amor se grifa.

Jo tenc unes castanyoles
fetes de pic de martell,
de mon avi, al cel sia ell.
Gos un sou que no les sones.

Diuen que fan tan bon so
ses castanyetes d'en Pere:
n'hi ha una de figuera
i s'altra de llenyam bo.

¿Me vols dir per què no sones
com te poses a ballar?
¿O tens por de rebentar
es so de ses castanyoles?

S'al·lot que tendràs, Tonina,
ho serà, de s'ui des vent.
Sabrà tocar castanyetes
i qualsevol instrument.
***********************
En Pep Gonella té
un ca de bou;
el baratà amb un ou
de xoriguer.
El va dar an es porquer
de Son Catiu,
que era s'homo més viu
de dins Son Serra.
Sabia tocar guiterra
i castanyetes,
feia ballar pessetes
dins un garbell.
Es germà des porcell
era un cabrit;
se va taiar un dit
fent un llaüt.
Va davallar es poput
felanitxer,
que feia de barber
davant can Pau.
Es cosí Nicolau
va matar s'ase:
li va aficar s'espasa
arran des cul.
*******************
La paraula castanyetes s'usa també en sentit eufemístic per designar les parts sexuals masculines. En canvi, per a les femenines, s'usa en singular:
Toca'm es coions, Francina,
i guanyaràs tres pessetes;
veuràs que s'arreveixina
es pèl de ses castanyetes.
*******************
Remil i una punyeta!
va dir madò Galindó
quan se sentí es gorrió
a devers sa castanyeta.
*********************
També s'usa en sentit escatològic, és a dir amb el significat de pet:
Molt m'agraden ses mongetes
perquè és un llegum purgant,
i un homo de tant en tant
repica ses castanyetes.

## Curiositats
A la tomba de Tutankhamon s'hi van trobar, entre moltes altres coses, unes castanyoles.